# Стаховська Олена Володимирівна
Оле́на Володи́мирівна Стахо́вська (21 березня 1954, Одеса) — українська співачка (лірико-колоратурне сопрано) і педагог, професор, народна артистка України (2013).

## Життєпис
Народилась в Одесі в родині музикантів. Закінчила Одеське музичне училище по класу фортепіано, після чого вступила до Одеської консерваторії на фортепіанний факультет (клас Л. Н. Гінзбург).
1980 — закінчила вокальний факультет Одеської консерваторії (клас О. М. Фоменко).
1997 — закінчила аспірантуру при консерваторії (клас Г. А. Поливанової).
З 1979 року працює концертмейстером в Одеській музичній академії імені А. В. Нежданової.
З 1980 року — солістка-вокалістка в Одеській філармонії.
З 1984 року викладає в Одеській музичній академії (кафедра сольного співу), з 2002 року — доцент, 2003—2017 — декан вокально-хорового факультету.
Працювала як солістка-вокаліста в різних оперних театрах світу (Україна, Польща, Молдова, Австрія, Італія).
Її партії сопрано у «Реквіємі» Моцарта та у «Petite messe solennelle» Дж. Россіні звучали на багатьох сценах світу.

## Визнання
- 2002 — заслужена артистка України
- 2013 — народна артистка України